# Иглен
Иглен (болг. Ъглен) — село в Болгарии. Находится в Ловечской области, входит в общину Луковит. Население составляет 875 человек.

## Политическая ситуация
В местном кметстве Иглен, в состав которого входит Иглен, должность кмета (старосты) исполняет Атанас Стоянов Атанасов (Союз демократических сил (СДС)) по результатам выборов правления кметства.
Кмет (мэр) общины Луковит — Петыр Георгиев Нинчев (независимый) по результатам выборов в правление общины.

## Ивестные уроженцы
- Волен, Илия (1905–1982) – болгарский писатель.